# Schellenberg (Ottobeuren)
Schellenberg ist ein Ortsteil des oberschwäbischen Marktes Ottobeuren im Landkreis Unterallgäu.

## Geografie
Der Weiler Schellenberg liegt etwa drei Kilometer westlich von Ottobeuren. Der Ort ist über Eldern mit dem Hauptort verbunden. 

## Geschichte

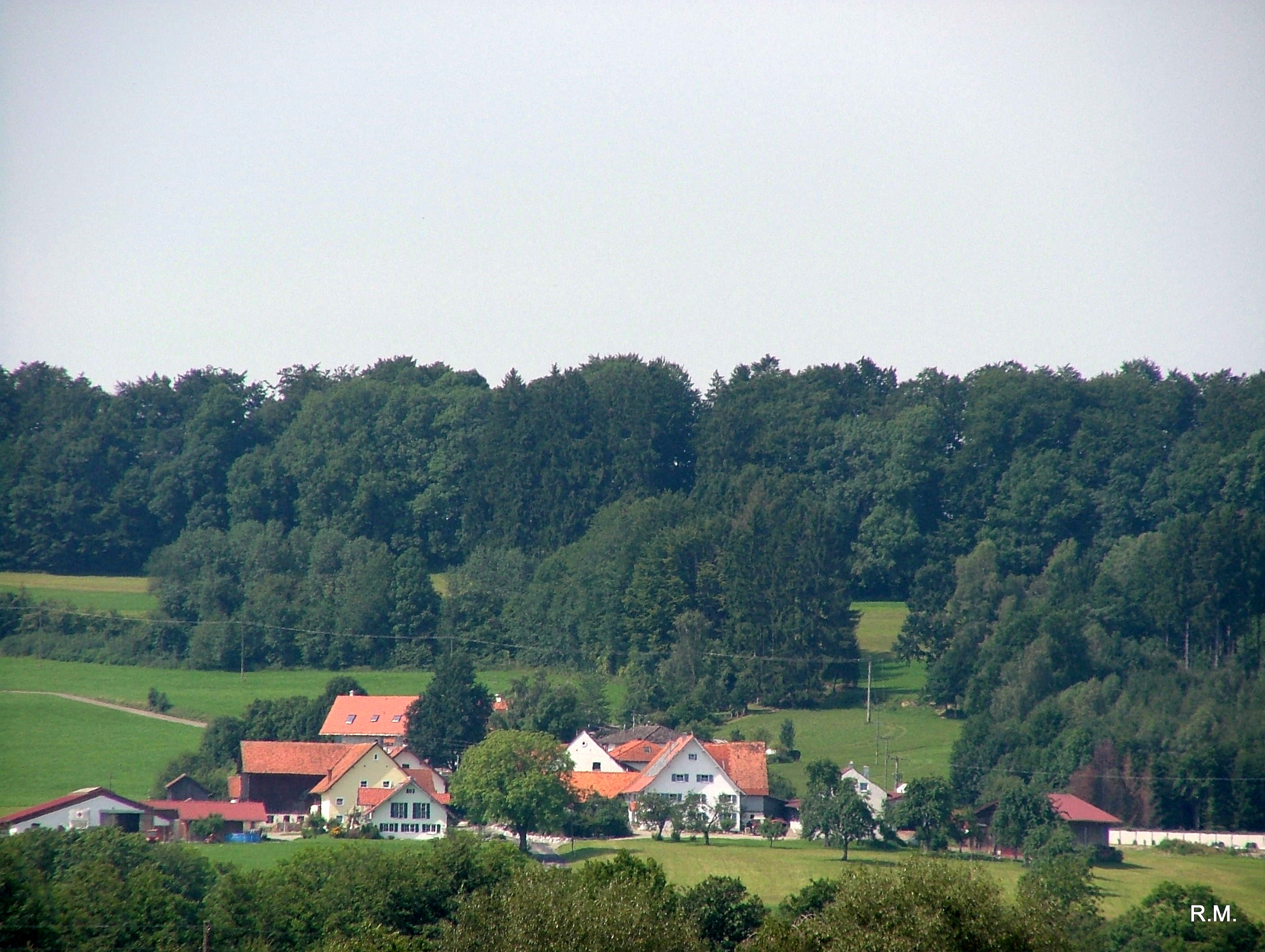
Schellenberg 2010

In alten Urkunden erscheint der Weiler Schellenberg auch als „Oberböglins“. Im Jahre 1564 zählte der Ort 45 Bewohner, 1811 sechs Anwesen mit 37 Bewohnern. Bei der Volkszählung 1961 hatte der Weiler 40 Einwohner. Schellenberg gehörte zur Gemeinde Haitzen und wurde mit dieser am 1. Januar 1972 im Zuge der Gebietsreform in Bayern in den Markt Ottobeuren eingegliedert.